# Dialog Champions League
Dialog Champions League – najwyższa klasa rozgrywkowa w piłce nożnej na Sri Lance. Skupia 12 najlepszych drużyn tego kraju. Pierwsza edycja miała miejsce w sezonie 1985. 

## Kluby w sezonie 2010/2011
- Air Force SC
- Army Kolombo
- Blue Star Kalutara
- Don Bosco Negombo
- Java Lane Kolombo
- Jupiters Negombo
- Kalutara Park
- New Young Wennapuwa
- Police SC
- Ratnam Kolombo
- Renown Kotahena
- Saunders Pettah

## Mistrzowie Sri Lanki
| - 1985: Saunders Pettah - 1986: Saunders Pettah - 1987: Saunders Pettah - 1988: Old Bens Badulla - 1989: Saunders Pettah - 1990: Renown Kotahena - 1991: Saunders Pettah - 1992: Saunders Pettah - 1993: Renown Kotahena - 1994: Renown Kotahena - 1995: Pettah United - 1996: Saunders Pettah - 1997: Saunders Pettah |  | - 1997/1998: Ratnam Kolombo - 1998/1999: Saunders Pettah - 1999/2000: Ratnam Kolombo - 2000/2001: Saunders Pettah - 2001/2002: Saunders Pettah - 2002/2003: Negombo Youth - 2003/2004: Blue Star Kalutara - 2004/2005: Saunders Pettah - 2005/2006: Negombo Youth - 2006/2007: Ratnam Kolombo - 2007/2008: Ratnam Kolombo - 2008/2009: Army SC - 2009/2010: Renown Kotahena |

## Liczba tytułów
|   | Klub               | Liczba tytułów |
| 1 | Saunders Pettah    | 12             |
| 2 | Ratnam Kolombo     | 4              |
| 2 | Renown Kotahena    | 4              |
| 4 | Negombo Youth      | 2              |
| 5 | Old Bens Badulla   | 1              |
| 5 | Pettah United      | 1              |
| 5 | Blue Star Kalutara | 1              |
| 5 | Army SC            | 1              |

## Królowie strzelców
| Sezon     | Król strzelców   | Klub               | Gole |
| 2003/2004 | M.A.M. Farzeen   | Blue Star Kalutara | 19   |
| 2004/2005 | ?                | ?                  | ?    |
| 2005/2006 | ?                | ?                  | ?    |
| 2006/2007 | Kasun Jayasuriya | Ratnam Kolombo     | 24   |
| 2007/2008 | Kasun Jayasuriya | Ratnam Kolombo     | 12   |
| 2008/2009 | Kasun Jayasuriya | Renown Kotahena    | 13   |
| 2009/2010 | Mohamed Fazal    | Renown Kotahena    | 14   |